# Catlettsburg
Catlettsburg is een plaats (city) in de Amerikaanse staat Kentucky, en valt bestuurlijk gezien onder Boyd County.

## Demografie
Bij de volkstelling in 2000 werd het aantal inwoners vastgesteld op 1960.
In 2006 is het aantal inwoners door het United States Census Bureau geschat op 1907, een daling van 53 (-2,7%).

## Geografie
Volgens het United States Census Bureau beslaat de plaats een oppervlakte van
4,3 km², waarvan 3,3 km² land en 1,0 km² water. Catlettsburg ligt op ongeveer 172 m boven zeeniveau.

## Plaatsen in de nabije omgeving
De onderstaande figuur toont nabijgelegen plaatsen in een straal van 8 km rond Catlettsburg.